# Kargil
Kargil (del cachemir: करगिल) es una localidad de la India capital del distrito de Kargil, en el territorio de Ladakh.

## Geografía
Se encuentra a una altitud de 2741 m s. n. m. a 168 km de la capital estatal, Srinagar, en la zona horaria UTC +5:30. La ciudad de Kargil registró la temperatura máxima histórica de 38,4 °C el 25 de julio de 2021.

## Demografía
Según estimación 2010 contaba con una población de 20 885 habitantes.